# 格拉西縣區 (伊利諾伊州威廉森縣)
格拉西縣區（英語：Precincts (United States)）是位於美國伊利諾伊州威廉森縣的一個縣區。

## 地方資料
根據2010年美國人口普查的數據，格拉西縣區的面積為96.94平方千米，當中陸地面積為89.12平方千米，而水域面積為7.82平方千米。當地共有人口589人，而人口密度為每平方千米6.08人。